# A un certo punto...
A un certo punto ... è il tredicesimo album in studio della cantante italiana Ornella Vanoni pubblicato nel 1974.

## Descrizione
Con questo album Ornella fonda una propria etichetta discografica, la Vanilla.
L'album vende mezzo milione di copie e si piazza al quinto posto nella classifica di vendita 
Realizzazione grafica di Tallarini e Ronco su foto di Mauro Balletti. 
Edito con copertina apribile e laminata.
L'unica differenza riscontrabile tra le varie edizioni è nel titolo, indicato come "A un certo punto..." o come "A un certo punto".
Dall'Lp vengono estratti alcuni singoli ad uso promozionale, identificabili dal suffisso OVR 5XX, con copertina standard Vanilla: (Il Milano-Roma/La tana degli artisti OVR 502, Prime ore del mattino/Fammi andare via OVR 503, Stupidi/L'apprendista poeta OVR 505)
Edito in Argentina come "Hasta un cierto punto" e in Spagna col titolo "En este momento" dove presenta le versioni tradotte di "Stupidi" ("Estupidos") e di "L'apprendista poeta" ("El aprendiz de poeta"), uscite anche su singolo con veste grafica originale.
La prima edizione del supporto cd è del 1988 per la serie MusicA della CGD (CDLSM 100027) senza codice a barre sul retro copertina.
L'edizione giapponese esce nel 1977 (Seven Seas GP 510) e ha la copertina dell'lp "La voglia di sognare" con il titolo frontale "Ornella Vanoni", mentre sulla costola della copertina e sull'etichetta del vinile "La vita di Ornella Vanoni". I brani sono gli stessi dell'edizione italiana, ad eccezione dell'aggiunta di "Fili" come ultimo brano del lato A.
Il brano "La gente e me" è stato tradotto in lingua francese ed inserito nell'LP Album (Decca 260.010) uscito per il mercato d'oltralpe nel 1977 con il titolo "Ou va le monde".

## Tracce
1. Stupidi - 5:08 - (Shel Shapiro-Paolo Limiti)
2. L'apprendista poeta (O poeta apprendiz) - 3:07 - (Vinícius de Moraes-Toquinho- Sergio Bardotti)
3. Prime ore del mattino - 4:50 - (Rosalino Cellamare - Sergio Bardotti - G.F.Baldazzi)
4. Il continente delle cose amate - 4:36 - (L.Ricchi - Ornella Vanoni)
5. Il Milano-Roma - 4:22 - (C.Castellari)
6. Dipende - 2:37 - (Renato Zero-Sergio Bardotti)
7. Fammi andare via - 3:44 - (Maurizio Fabrizio - L.Albertelli - Ornella Vanoni)
8. La tana degli artisti - 4:02 - (Corrado Castellari - Stefano Scandolara)
9. La gente e me  (Cheva, suor e cerveja) - 3:48 - (Caetano Veloso - Sergio Bardotti)

## Formazione
- Ornella Vanoni – voce
- Gigi Cappellotto – basso
- Andy Surdi – batteria, percussioni
- Bruno De Filippi – chitarra
- Dario Baldan Bembo – tastiera
- Tullio De Piscopo – batteria, percussioni
- Ernesto Massimo Verardi – chitarra
- Gianni Mazza – tastiera
- Maurizio Fabrizio – chitarra
- Salvatore Fabrizio – chitarra
- Sergio Farina – chitarra
- Shel Shapiro – tastiera